# Stanza 101
La Stanza 101 (uno-zero-uno), in lingua originale Room 101 (one-o-one), è una particolare sala di tortura utilizzata dai funzionari del Ministero dell'Amore nel romanzo 1984 dello scrittore George Orwell.
I supplizi che vengono inflitti in questa stanza sono studiati per realizzare le peggiori fobie che affliggono il prigioniero. Il protagonista del romanzo, Winston Smith, ad esempio ha paura dei topi, quindi O'Brien lo minaccia di fargli dilaniare il volto da due grossi ratti, chiusi in una sorta di gabbia fissatagli sulla testa. La tortura posta in essere nella stanza 101 rientra nell'ultima fase ("Accettazione") del sistema di lavaggio del cervello perpetrato dal Ministero dell'Amore. Lo scopo della stanza 101 è  quello di eliminare ogni forma di sentimento umano del prigioniero in modo tale da distruggerlo totalmente. Il protagonista, ad esempio, implora i suoi carcerieri di sottoporre alla tortura la sua compagna Julia. 
Ampleforth, l'impiegato del Ministero della Verità incaricato di tradurre in neolingua le principali opere poetiche del passato, dichiara: «Stavamo preparando una edizione definitiva delle poesie di Kipling. Tollerai che la parola "Dio" figurasse alla fine d'un verso. Proprio non ho potuto farne a meno.» e per questo "pensiero eretico" viene costretto alla "Stanza 101".
O'Brien spiega a proposito della stanza 101: "La cosa che c'è nella stanza 101 è la cosa peggiore del mondo. (...) La cosa peggiore del mondo varia da individuo a individuo. Può essere venir seppelliti vivi, essere arsi, o affogati, o impalati, o un'infinità di altre morti. Ci sono casi in cui è una cosa assai più modesta, nemmeno fatale, di per sé" e "la sofferenza non è mai sufficiente. Ci sono casi in cui una creatura umana resiste al dolore anche in punto di morte. Ma per ognuno c'è sempre qualcosa d'insopportabile... un qualche cosa del quale non si può sostenere la vista. Il coraggio e la paura non c'entrano per nulla. Se si sta precipitando dall'alto non è vigliaccheria afferrare una fune. Se si viene a galla da profondità marine, non è vigliaccheria riempirsi i polmoni d'aria. È soltanto un istinto cui non si può distinguere".